# Kocsis Sándor (operatőr)
Kocsis Sándor (Makó, 1932. szeptember 12. – Budapest, 2005. december 16.) magyar operatőr.

## Életpályája
Szülei: Kocsis Antal és Szemes Ilona voltak. 1943-1951 között a makói József Attila Gimnázium diákja volt. 1951–1953 között valamint 1955–1957 között a Színház- és Filmművészeti Főiskola hallgatója volt. 1953–1955 között a moszkvai Össz-szövetségi Filmművészeti Főiskola hallgatója volt. 1957–1995 között a Magyar Televízió operatőre, majd vezetőoperatőr volt. 1995-ben nyugdíjba vonult.

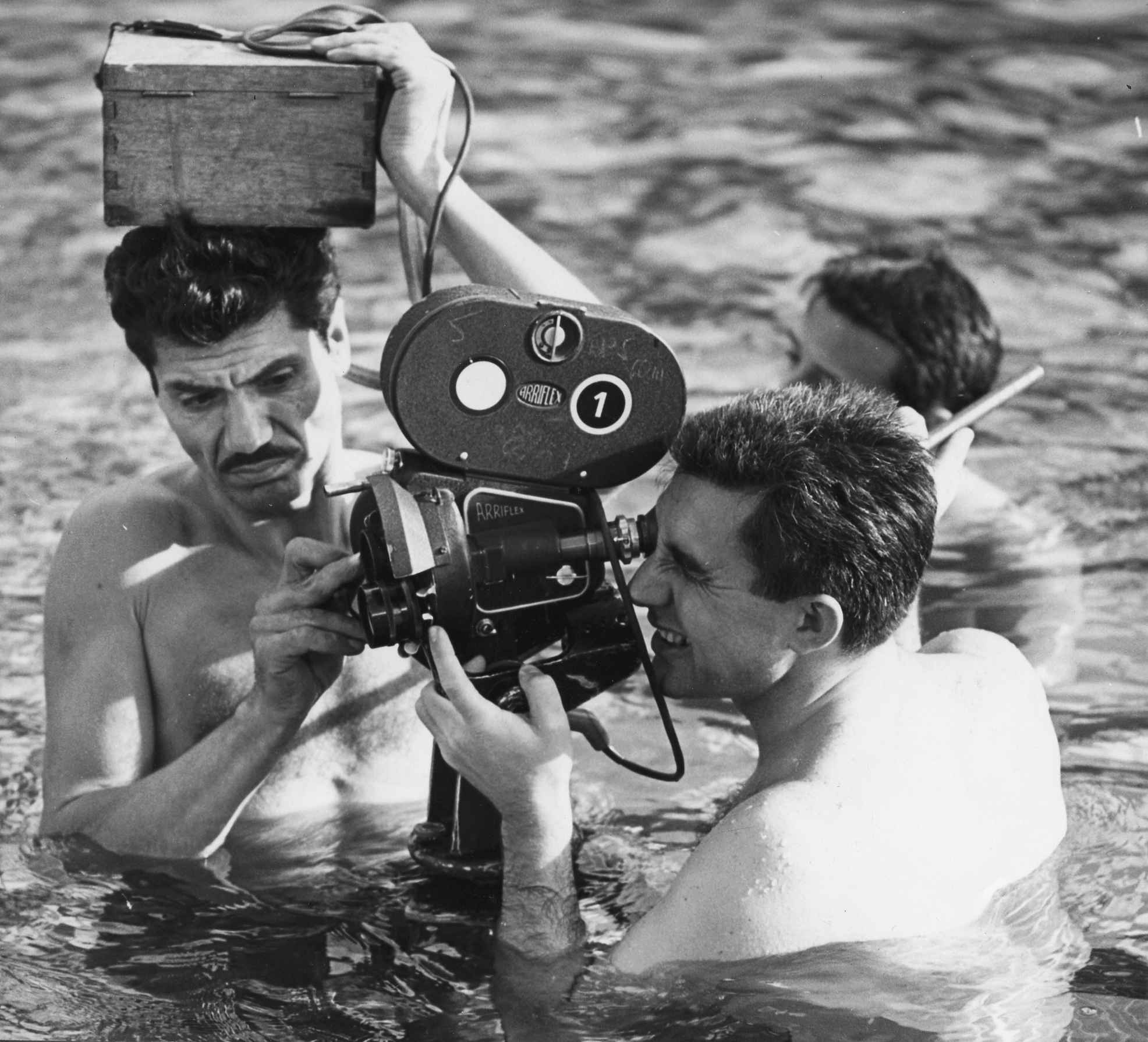
Várszegi Károly és Kocsis Sándor

## Filmjei
- Szilveszter 1959 (1959)
- Veréb utcai csata (1959)
- Erről - arról - amarról… (1960)
- Mi újság a Futrinka utcában? (1962)
- Hagymácska (1962)
- Székely Mihály-portré (1963)
- Vasárnapi vers (1963)
- Bognár Anna világa (1963)
- Az ég a harmadik emeletnél kezdődik (1964)
- Zenés séta a Vajdahunyadvárban (1964)
- Édesmama (1965)
- Hogy volt? (1965)
- Tóbiás és a többiek (1965)
- Mókus (1965)
- Földönjáró csillagok (1965)
- Levante vizein (1966)
- Temetetlen holtak (1966)
- Sellő a pecsétgyűrűn  I.-II. (1967)
- Mélyrétegben (1967)
- A nagybácsi álma (1967)
- Germán vakáció (1967)
- Malva (1968)
- Irodalmi képeskönyv: A kezdet (1968)
- Holtág (1968)
- 7 kérdés a szerelemről (és 3 alkérdés) (1969)
- Gyilkosság a műteremben I.-II. (1969)
- Olykor a hegedűk is (1969)
- A kormányzó (1969)
- Az ajtó (1969)[4]
- Földindulás (1970)
- Beismerő vallomás (1970)
- Utolsó ítélet (1970)
- Alkotni vagyunk (1970)
- Pokróc az ablakon (1970)
- Jöjjön el a Te országod (1971)
- Csak egy kutya (1972)
- A tűz balladája (1972)
- Egy óra múlva itt vagyok… (1973-1975)
- Zenés TV színház (1974-1988)
- Utas és holdvilág (1974)
- Unalmukban (1976)
- Naponta két vonat (1977)
- Vámhatár (1977)
- A harmadik határ (1977)
- Gombó kinn van (1977)
- Az Isten is János (1977)
- Az elefánt (1978)
- A dicsekvő varga (1979)
- Mint oldott kéve (1983)
- Bohém élet (1986)
- Az én Görögországom: Míkisz Theodorákisz (1986)
- Amerikából jöttem… (1989)
- Cirkusz a jégen (1992)
- Csókos asszony (1995)
- Hajnalban támadunk
- Éjszakai repülés
- Csontváry nyomában

## Díjai
- Londoni Filmfesztivál oklevele (1963)
- Londoni Filmfesztivál különdíja (1963)
- Balázs Béla-díj (1974)
- Veszprémi TV-találkozó operatőri díja (1977)
- Karlovy Vary Filmfesztivál operatőri nagydíja (1982)
- Veszprémi TV-találkozó nagydíja (1986)
- Érdemes művész (1986)
- Életműdíj (2000)